# Florin Cernat
Florin Lucian Cernat (ur. 10 marca 1980 w Gałaczu w Rumunii) – rumuński piłkarz grający na pozycji ofensywnego pomocnika, reprezentant Rumunii.

## Kariera piłkarska

### Kariera klubowa
Piłkarską karierę Cernat rozpoczął w klubie Oțelul Galați wywodzącym się z jego rodzinnego miasta Gałacz. W 1998 roku został włączony do kadry pierwszej drużyny, a 29 sierpnia zadebiutował w pierwszej lidze w wygranym 1:0 wyjazdowym spotkaniu z Universitateą Craiova. W Oțelulu Cernat występował do stycznia 2000 i wtedy przeszedł do jednego z czołowych klubów w kraju, Dinama Bukareszt. W Dinamie występował w pierwszym składzie i w 2000 roku wywalczył mistrzostwo Rumunii. Miał także udział w zdobyciu wicemistrzostwa kraju w następnym sezonie, pomimo że w stołecznym klubie grał tylko przez rundę jesienną.
Na początku 2001 roku Cernat na zasadzie wolnego transferu trafił do ukraińskiego Dynama Kijów. Przez kolejne 3 lata był podstawowym zawodnikiem klubu. W swoim pierwszym sezonie wywalczy mistrzostwo kraju, a w kolejnych dwóch wicemistrzostwo (2002) i dublet (w 2003). W sezonie 2003/2004 opuścił większość meczów z powodu kontuzji, ale miał swój udział w kolejnym mistrzowskim tytule Dynama. W latach 2005–2006 zdobywał Puchar Ukrainy, a także wicemistrzostwo. W 2007 roku, już jako rezerwowy, drugi raz w karierze wywalczył dublet.
Latem 2007 Cernat został wypożyczony do chorwackiego Hajduka Split. Po zakończeniu sezonu powrócił do Dynama. W czerwcu 2009 otrzymał status wolnego agenta i przeszedł do Hajduka Split. Latem 2010 został piłkarzem tureckiego Karabükspor. Z kolei w 2013 roku został zawodnikiem klubu Çaykur Rizespor. W sezonie 2014/2015 grał w Oțelulu, a latem 2015 przeszedł do klubu Viitorul Constanța. W 2016 roku został zawodnikiem FC Voluntari, z którym w sezonie 2016/2017 zdobył Puchar Rumunii. Po zakończeniu sezonu 2017/18 zakończył karierę piłkarza.
| Sezon   | Klub                | Kraj      | Rozgrywki    | Mecze | Bramki |
| ------- | ------------------- | --------- | ------------ | ----- | ------ |
| 1998/99 | Oțelul Galați       | Rumunia   | Divizia A    | 18    | 2      |
| 1999/00 | Oțelul Galați       | Rumunia   | Divizia A    | 18    | 3      |
| 1999/00 | FC Dinamo Bukareszt | Rumunia   | Divizia A    | 10    | 0      |
| 2000/01 | FC Dinamo Bukareszt | Rumunia   | Divizia A    | 15    | 2      |
| 2000/01 | Dynamo Kijów        | Ukraina   | Premier-liha | 13    | 5      |
| 2001/02 | Dynamo Kijów        | Ukraina   | Premier-liha | 23    | 9      |
| 2002/03 | Dynamo Kijów        | Ukraina   | Premier-liha | 24    | 6      |
| 2003/04 | Dynamo Kijów        | Ukraina   | Premier-liha | 16    | 4      |
| 2004/05 | Dynamo Kijów        | Ukraina   | Premier-liha | 25    | 2      |
| 2005/06 | Dynamo Kijów        | Ukraina   | Premier-liha | 13    | 1      |
| 2006/07 | Dynamo Kijów        | Ukraina   | Premier-liha | 11    | 0      |
| 2007/08 | Hajduk Split        | Chorwacja | Prva HNL     | 28    | 8      |
| 2008/09 | Dynamo Kijów        | Ukraina   | Premier-liha | 3     | 1      |
| 2009/10 | Hajduk Split        | Chorwacja | Prva HNL     | 25    | 1      |
| 2010/11 | Karabükspor         | Turcja    | Süper Lig    | 22    | 7      |
| 2011/12 | Karabükspor         | Turcja    | Süper Lig    | 33    | 9      |
| 2012/13 | Karabükspor         | Turcja    | Süper Lig    | 14    | 3      |
| 2012/13 | Çaykur Rizespor     | Turcja    | Süper Lig    | 17    | 9      |
| 2013/14 | Çaykur Rizespor     | Turcja    | Süper Lig    | 17    | 2      |
| 2014/15 | Oțelul Galați       | Rumunia   | Liga I       | 26    | 6      |
| 2015/16 | Viitorul Konstanca  | Rumunia   | Liga I       | 17    | 8      |
| 2016/17 | FC Voluntari        | Rumunia   | Liga I       | 35    | 7      |
| 2017/18 | FC Voluntari        | Rumunia   | Liga I       | 24    | 4      |

### Kariera reprezentacyjna
W reprezentacji Rumunii Cernat zadebiutował 27 marca 2002 roku w wygranym 4:1 meczu z reprezentacją Ukrainy. W swojej karierze występował już w eliminacjach do Euro 2004, MŚ 2002 oraz Euro 2008.

## Sukcesy
- mistrz Rumunii: 1999, 2000
- zdobywca Pucharu Rumunii: 2000, 2001, 2017
- mistrz Ukrainy: 2001, 2003, 2004, 2007, 2009
- wicemistrz Ukrainy: 2002, 2005, 2006
- zdobywca Pucharu Ukrainy: 2003, 2005, 2006, 2007
- finalista Pucharu Ukrainy: 2002
- zdobywca Superpucharu Ukrainy: 2004, 2006
- zdobywca Pucharu Chorwacji: 2010
- wicemistrz Chorwacji: 2010